# Onjo de Baekje
Onjo (온조왕/溫祚王 - Onjo-wang), ?-28, r.18 av. J.-C. - 28 apr. J.-C. est le monarque fondateur de Baekje (백제, 百濟), l’un des Trois Royaumes de Corée. D’après le Samguk sagi (삼국사기, 三國史記), il fonda la famille royale de Baekje.

## Histoire
Il existe plusieurs théories et légendes autour des origines d’Onjo. L’une d’entre elles est qu’il serait le fils du roi Dongmyeong (Jumong), le fondateur du royaume du Nord de la Corée, Goguryeo. Il était le plus jeune frère de Yuri, qui deviendra le second régent de Goguryeo, et de Biryu qui fonda l’état de Michuhol. La seconde théorie est qu’il serait le fils de Wutae, le premier mari de sa mère. Une troisième légende raconte que son frère ainé Biryu serait le fil de Wutae mais Onjo serait né lors du second mariage de sa mère avec le roi Dongmyeong.

## Fondation et expansion de Baekje
Dongmyeong avait trois fils : Yuri, Biryu et Onjo. Quand Yuri, né de la précédente épouse de Dongmyeong à Dongbuyeo, arriva à Goguryeo et devint l’héritier du trône, Biryu et Onjo se déplacèrent alors vers le Sud où ils fondèrent leurs propres royaumes à Michuhol (hangeul : 미추홀, hanja : 彌鄒忽) pour une courte période. Après la mort de Biryu, la population de son royaume rejoignit celui de Sipje, qu’Onjo renommera Baekje. La capitale du royaume de Baekje est alors déplacée au Sud d’Habuk Wiryeseong car les tribus Malgal étaient localisées dans le Nord et Nangnang était située à l’Est. Les deux capitales correspondent au lieu où se trouve actuellement Séoul. En 13 av. J.-C. et 8 av. J.-C., les tribus Malgal attaquent depuis le Nord, et à ces deux reprises, Onjo dirigea ses armées et vainquit les envahisseurs. En 5 av. J.-C., Onjo déplace la capitale vers un lieu plus défendable au Sud du fleuve Han, et la renomme Hanam Wiryeseong. Il envoya un messager au roi de la Confédération Mahan, lui rapportant les événements récents.
À ce moment-là, Onjo avait déjà pour but de conquérir les deux fédérations de Mahan et Jinhan. En 7 av. J.-C., ses armées sont prêtes pour la guerre et en 8 av. J.-C., il attaque les deux fédérations en menant secrètement ses armées à travers la frontière. Bientôt, à part deux forteresses, tout Mahan est conquis,. Les citoyens des deux dernières forteresses de Mahan se rendent à Onjo et bénéficient de sa clémence. Onjo respecta le souhait du roi de Mahan de prendre ses citoyens au sein de son royaume.
Il semble cependant, d’après une récente étude, que Baekje n’aurait conquis Mahan qu’après le milieu du troisième siècle.

## Mort et succession
Onjo meurt de cause naturelle en 28 apr. J.-C., durant la 46e année de son règne. Son fils ainé Daru lui succède alors. Onjo est le fondateur d’une dynastie très puissante qui dura 678 ans et compta 31 régents.

## Famille
- Père : Wutae, petit-fils illégitime du roi de Bukbuyeo Hae Buru ;
- Beau-père : Dongmyeongseong de Goguryeo (Jumong) ;
- Demi-frère : Yuri de Goguryeo ;
- Mère : So Seo-no ;
- Frère : Biryu ;
- Reine : nom inconnu ;
- 1er fils : 2e roi, Daru de Baekje (多婁王, ?-77) - avant de devenir roi, il était connu sous le nom de Buyeo Daru (扶餘多婁) ;
- 2e fils : nom inconnu ;
- 3e fils : Tokusa-Ō (德佐王, ?- ?) - son nom en Baekje aurait été Buyeo Deokjwa (扶餘德佐), enregistré dans la section Sakyō shoban (左京諸蕃) du Shinsen Shōjiroku comme ancêtre de plusieurs clans, ce qui en fait l'un des premiers peuples de Baekje à s'installer au Japon.

## Culture populaire
Onjo de Baekje apparaît dans plusieurs séries télévisées coréennes : 
- Interprété par Kim Seok dans la série télévisée Jumong (MBC) de 2006.
- Interprété par Kim Joo-young dans la série télévisée The King of Legend (2010-2011), KBS1.
- Interprété par Cho Chi Hun dans la série télévisée Chronicles of Korea (2017), KBS.